# サロモン
サロモン（SALOMON）は、スポーツ用品及び関連商品の製造、輸入、販売する企業。スキーやスノーボードなどのウィンタースポーツ用品で有名であり現在ではトレイルシューズ、トレッキングにも力を入れている。日本法人は「アメアスポーツジャパン株式会社」で所在地は東京都新宿区。

## 歴史
- 1947年 - フランス、サヴォワ地方のフランソワ・サロモンとその妻ジャンヌ、息子ジョルジュによってスキーエッジの製造を始める。
- 1952年 - スキーが流行し、より安全な用具が求められる中、第1号の商品ビンディング「スケード」を発売。
- 1962年 - シュマン・ド・ラ・プレーリに工場を移設。ヨーロッパ、アメリカ、日本に輸出を始める。
- 1972年 - スキービンディングで世界のトップブランドとなる。
- 1979年 - リアエントリー方式のスキーブーツを開発、フランス国内で発売開始。
- 1985年 - アメリカのゴルフクラブメーカー、テーラーメイドゴルフをグループ傘下に加える。
- 1990年 - モノコック構造を持つアルペンスキー板の発売を開始。ビンディング、ブーツ、スキーを販売する世界初のメーカーになる。
- 1994年 - フランスの自転車部品メーカー、マヴィックを傘下に加える。
- 1995年 - アメリカのスノーボードアパレルメーカー、ボンファイヤーを傘下に加える。
- 1996年 - トレッキングシューズに加えアウトドアシューズの販売を開始する。
- 1997年 - ドイツのスポーツ用品メーカー、アディダスに買収され、世界ナンバー２のスポーツ用品メーカー、アディダス−サロモングループになる。
- 2005年 - 10月25日、アディダス-サロモンAGが、フィンランドのスポーツ用品メーカー、アメアスポーツコーポレーションにサロモン部門を売却。
- 2019年 - アメアスポーツが中国のスポーツウエアメーカーの安踏体育用品に買収された。

## CM曲
- スキー板 Force9 「HOLE」CUTTING EDGE

## 提供番組
- SKINOW
- FREEDOM

## 自動車
自動車メーカーとのタイアップも手掛けており、特別仕様車としてサロモンの名を冠した車種も存在した。
- スズキ・エスクード サロモンリミテッド
- スズキ・SX4 サロモンリミテッド
- ルノーサムスン・QM5 サロモンエディション

下記車種はサロモンの名こそ冠されていないがサロモンが企画に協力しSALOMONの頭文字である「S」がついている。
- 日産・キューブ バージョンS/バージョンS α
- 日産・アベニール ブラスター バージョンS
- 日産・エルグランド バージョンS

下記車種はサロモンがヨーロッパを中心に開催している過酷なアドベンチャーレース「X-Adventure（クロスアドベンチャー）」にちなむ。
- スズキ・ジムニー X-Adventure
- スズキ・ジムニーシエラ X-Adventure
- スズキ・エスクード X-Adventure